# De Wereld Vandaag
De Wereld Vandaag is een Vlaams radioprogramma van VRT Radio 1. De presentatie is afwisselend tussen twee presentatoren per dag of week.

## Geschiedenis
Van 2007 tot 2011 presenteerde Lode Roels het programma samen met Nicky Aerts en daarna Annelies Beck. In 2012 nam Bart Schols de plaats in van Xavier Taveirne aan de zijde van Annelies Beck. In 2014 stapte Beck opnieuw over naar Terzake. In 2015 werd de naam Vandaag veranderd in De Wereld Vandaag. Eind april 2015 nam Ruth Joos de presentatie over van Bart Schols naast Els Aeyels. In september 2015 nam Xavier Taveirne het over van Aeyels. In 2018 kwam Ruth Roets erbij als presentator naast Ruth Joos. In juni 2020 verving Gert Geens Joos als medepresentator naast Roets.

## Presentatoren
- Joris Vergeyle
- Ruth Roets
- Gert Geens
- Ruth Joos
- Bart Schols
- Els Aeyels
- Xavier Taveirne
- Annelies Beck
- Lode Roels
- Nicky Aerts